# Анфим (лжеепископ)
Анфим (Андрей; ок. 1700 — после 1757) — авантюрист, выдававший себя за старообрядческого епископа, именовался епископом Кубанским и Хотинския Раи.

## Биография
Был иноком в Вознесенском Кременском монастыре, по его словам был рукоположён во иеромонаха воронежским епископом Иоакимом (Струковым). Познакомился со старообрядцами и перешёл к ним. Отличался начитанностью, разбирался в Священном Писании и церковном уставе, за что был ценим староверами. В 1740-е годы принял схиму в одном из скитов, а затем был арестован за принадлежность к «расколу» на основании указа Сената от 13 декабря 1746 года и доставлен в Москву в синодальную контору. Его осудили, били кнутом, порвали ноздри и направили на каторжные работы в Сибирь.
С каторги (или по дороге на неё) Анфим бежал и продолжил странствовать среди староверов, которые охотно принимали его, видя в следах от наказания палачом свидетельство его мученичества за веру. В 1750 году он был вновь арестован и содержался под арестом в Москве. В заключении его почитательницей стала богатая дворянская вдова, которая навещала его. Уговорив караульного сержанта, Анфим вместе с ней и двумя её воспитанницами 27 августа 1750 года совершили побег и направились в Ветку. Не ужившись с местными староверами, Анфим ушёл из города и поселился на землях князя Чарторыйского, который выделил ему место в урочище Боровицы в шести милях от Ветки. Там он на деньги московской вдовы восстановил разрушенную часовню, украсил её древними иконами в дорогих окладах, построил два монастыря — мужской, где сам стал настоятелем, и женский, который возглавила его благотворительница, принявшая постриг с именем Елизавета. Вскоре монастыри наполнились монахами, а вокруг них образовалась слобода.

### «Архиерейство»
Желая стать архиереем, Анфим начал переписку с молдавскими староверами, выясняя, кто из греческих митрополитов, проживающих там, сможет за деньги совершить его архиерейскую хиротонию. Однако вскоре это мероприятие показалось ему затруднительным по причине необходимости дальней поездки и он обратился в 1752 году к находившемуся на территории Речи Посполитой Афиногену, выдававшему себя за епископа Луку (в это время самозванство Афиногена ещё не было раскрыто). Афиноген получил от Анфима значительную сумму денег, но посвятил его только в архимандриты, обещая совершить архиерейскую хиротонию в будущем. Анфим начал именовать себя «нареченным епископом» и начал рукополагать священников, что вызывало недовольство среди староверов, и Анфим начал добиваться от Афиногена архиерейства.
В начале 1753 года самозванство Афиногена начало становиться известным, и он не мог приехать в Боровицу для рукоположения Анфима. Тогда в церковной истории был найден пример заочной епископской хиротонии (так был рукоположён святитель Григорий Неокесарийский) и Афиногену было предложено последовать данному примеру. Назначили дату рукоположения — 11 апреля 1753 года.

Наступил этот день. Анфим начал в Боровицкой церкви служить литургию соборне с своими попами, как архимандрит. После малого входа с Евангелием, вошёл он в алтарь и стал на колена перед престолом, наклонив голову. В церкви было молчание. Знали, что в эти минуты там, далеко за Днестром, в ином государстве, епископ Афиноген, положив руку на разогнутое Евангелие, возглашал молитву хиротонии… Анфим встал, священники подали ему омофор, енколпий, митру, и он надевал их при пении клироса: «аксиос».
— П. И. Мельников-Печерский, «Очерки поповщины»

### Разоблачение и смерть
В день своей «хиротонии» Анфим рукоположил священника и диакона и начал это совершать регулярно, рассылая их по старообрядческим слободам. Однако вскоре стало известно, что 11 апреля 1753 года Афиноген не только не совершал богослужение, а уже перешёл в католицизм и нанялся в жолнеры в Каменце-Подольском. Анфим покинул свою слободу в Боровицах и направился в Молдавию в поисках возможности подтвердить своё архиерейство. Он обратился к проживавшему на покое в монастыре Драгомирну радауцкому митрополиту Мисаилу. Он сказал ему, что Афиноген уже после заочной хиротонии перешёл в католицизм и попросил дополнить его хиротонию благословением. Мисаил отказался это сделать, объяснив это тем, что находится на покое, и направил Анфима к Браиловскому митрополиту Даниилу.
Анфим прибыл в Хотин, где находился Даниил, объезжавший свою епархию, был им принят и получил согласие на подтверждение его заочной «хиротонии». В ближайшее воскресение в соборе Даниил возложил на Анфима руки и прочёл молитву благословения. Это было сделано в присутствии множества староверов, заранее оповещённых Анфимом.
Анфим стал именовать себя епископом Кубанским, поселился среди казаков, но желая вмешиваться в дела управления и требуя получать у него на всё благословения, спровоцировал множество конфликтов и переходил из одной казацкой общины в другую. В 1756 году об Анфиме стало известно в Петербурге. Синод поручил киевскому митрополиту добиться от молдавского митрополита прекращения деятельности лжеепископа Анфима. Молдавский митрополит Иаков издал распоряжение об аресте Анфима и доставке его в Яссы, чтобы отдать на каторгу в соляные копи.
В 1757 году Анфиму стало известно, что его разыскивают не только власти России и молдавский митрополит, но казаки-некрасовцы, которые окончательно убедились к тому времени в его самозванстве. Когда Анфим появился в слободе Чобручи, он был схвачен казаками и по приговору круга утоплен в Днестре.